# Бемер, Фёдор Васильевич
Фёдор Васи́льевич Бе́мер (рус. дореф. Ѳедоръ Васильевичъ Бемеръ; 2-я половина 1820-х — 1885, Екатеринослав) — русский педагог. 

## Биография
Учился в Харьковском университете на медицинском факультете, но курса не окончил, уволенный (около 1849—1850) за какую-то неисправность в мундире, замеченную попечителем учебного округа Кокошкиным. После увольнения публиковался сначала в «Журнале для воспитания» Александра Александровича Чумикова, потом в «Учителе» Иосифа Ивановича Паульсона талантливым проводником новых идей в русской педагогической литературе. В 1874 году одесское общественное управление пригласило Бемера заведующим народными школами города. В 1879 году временный генерал-губернатор граф Эдуард Иванович Тотлебен выслал Бемера в Пинегу, откуда он был возвращён в 1881 году. Последние годы жизни провел в Екатеринославе.